# Mustafa Ghazali
Mustafa Ghazali – malezyjski zapaśnik walczący w stylu wolnym i klasycznym
Mistrz Azji Południowo-Wschodniej w 1999. Piąty na igrzyskach Azji Południowo-Wschodniej w 1997. Dwunasty na mistrzostwach Azji w 2000, dziesiąty w 2001 roku.